# Министерство обороны Швеции
Министерство обороны Швеции (Försvarsdepartementet) — военная организация Шведского королевства ответственная за оборону королевства, также несёт ответственность за политику национальной обороны.

## История
Шведское министерство обороны существовало в его нынешнем виде с 1920 года. Министерство имеет штат из 150 000 человек личного состава: политические советники, чиновники, помощники, канцелярские офицеры, военные советники и так далее. В настоящее время должность министра обороны королевства занимает Пол Йонсон.

## Правительственные учреждения
- Вооружённые силы Швеции
- Береговая охрана Швеции
- Государственный департамент Швеции по расследованию катастроф (Statens haverikommission, SHK)[3]

## Министры
- Петер Хульквист[англ.] (2014—2022)
- Пол Йонсон (2022 — н. в.)